# Bistum Ambikapur
Das Bistum Ambikapur (lat.: Dioecesis Ambikapurensis) ist eine römisch-katholische Diözese in Indien. Der Verwaltungssitz ist in der Stadt Ambikapur. Es ist eine Suffragandiözese des Erzbistums Raipur und besteht aus den Distrikten Surguja und Koriya.

## Geschichte
Das Bistum entstand am 10. November 1977, als das Bistum Raigarh-Ambikapur geteilt wurde. Erster Bischof wurde der Jesuit Philip Ekka. Ursprünglich unterstand das Bistum dem Erzbistum Bhopal als Suffragandiözese. Nachdem jedoch das Bistum Raipur 2004 zum Erzbistum erhoben wurde, wurde das Bistum Ambikapur dessen Suffragandiözese.

## Bischöfe von Ambikapur
- Philip Ekka SJ (1977–1984)
- Paschal Topno SJ (1985–1994)
- Patras Minj SJ (1996–2021)
- Antonis Bara (seit 2021)